# Hermarque de Mytilène
Hermarque de Mytilène (en grec Ἕρμαρχος et non Ἕρμαχος) est un philosophe épicurien qui naquit au IVe siècle av. J.-C. et mourut au IIIe siècle av. J.-C. (vers -250). Il succéda à Épicure en tant que premier scholarque du Jardin.
Bien qu’il ait joué un rôle important, qu’il ait acquis une grande notoriété et qu’il ait beaucoup écrit, ses textes ne nous sont que fragmentairement connues, essentiellement par Diogène Laërce, Porphyre et par Cicéron.
Son nom, autrefois écrit par erreur Hermachus, a été rétabli dans sa véritable forme par Villoison dans ses Anecdota Graeca (1781).

## Biographie
Hermarque était le fils d'un homme pauvre nommé Agémortos, métèque résidant à Mytilène, capitale de l'île de Lesbos. Il étudia la rhétorique durant sa jeunesse. Sa rencontre avec Épicure eut lieu  probablement vers 310 av. J.-C., pendant le séjour du philosophe dans l'île de Lesbos. Néanmoins, Hermarque ne se rallia sans doute pas immédiatement aux thèses d'Épicure, comme le montre une lettre où ce dernier l'invite à laisser la rhétorique pour se consacrer à la philosophie. On ne sait pas exactement quand Hermarque décida enfin de le rejoindre.
Voici le fragment de cette lettre que les commentateurs modernes ont attribuée à Épicure exhortant son disciple Hermarque : « ouvre un passage naturel vers notre communauté, et tu te détourneras des discours des rhéteurs, afin d'entendre une partie des opinions que nous soutenons. après quoi, nous l’espérons vivement, tu frapperas très bientôt aux portes de la philosophie […] »
Philodème de Gadara nous indique que le nom de son aimée était Demetria.
Selon Sénèque — dont le jugement sévère a beaucoup influé sur la manière dont les Modernes ont perçu le premier scholarque épicurien —, Métrodore, condisciple d'Hermarque, était de ceux qui ont besoin d'assistance, mais qui savent marcher sur les pas du maître et le suivre ; Hermarque, quant à lui, appartenait à la catégorie de ceux qui ont besoin non seulement d'un guide, mais encore de quelqu'un qui les aide et les pousse (quibus non duce tantum opus sit, sed adiutore et, ut ita dicam, coactore). De fait, le fondateur du Jardin avait choisi comme successeur Métrodore, mais celui-ci mourut avant lui, et il fallut bien se contenter d'Hermarque.
Cicéron, dans le De finibus, rapporte une lettre écrite à Hermarque par Épicure mourant et souligne le manque de cohérence entre les paroles et les actes du maître, en proie, il est vrai, à d’atroces souffrances : « Tout cela est pourtant compensé par la joie que me donne le souvenir de mes principes, et des découvertes que j'ai faites. Toi (Hermarque), cependant, en conformité avec les sentiments bienveillants que tu as toujours eus pour moi et pour la philosophie dès ta jeunesse, aie bien soin des enfants de Métrodore. », « Mes cruelles douleurs sont compensées par ma joie ». Je [c'est Cicéron qui parle] reconnais, Épicure, les paroles d'un philosophe ; mais tu as oublié ce qu'il te fallait dire. Si les principes dont le souvenir, dis-tu, te donne de la joie sont vrais, si tes écrits et tes découvertes sont vrais, tu ne peux pas te réjouir, puisque rien en toi ne peut plus être rapporté au plaisir du corps, et que tu as toujours dit que c'est au corps seul qu'on rapporte la joie et la douleur. « J'ai la joie du passé. De quel passé ? Si c'est d'un passé qui ait rapport au corps, je vois que tes douleurs te paraissent compensées par tes découvertes, et non par le souvenir de tes plaisirs corporels. Si c'est d'un passé qui ait rapport à l'esprit, tu te contredis : car tu as toujours nié qu'il pût y avoir aucun plaisir qui n'eût rapport au corps. Mais pourquoi recommandes-tu ensuite les enfants de Métrodore ? Dans cette attention, que je trouve si conforme au devoir et si fidèle (je parle sincèrement), le corps entre-t-il pour quelque chose ? »
Sur son lit de mort (en 270 av. J.-C.), Épicure, en raison de la disparition prématurée de Métrodore, légua à Hermarque sa bibliothèque et lui donna l'usufruit de ses biens immeubles (dont Hermarque ne pouvait hériter, puisqu’il était métèque), à charge pour lui de veiller, en accord avec les héritiers, au bien-être de la communauté dont il aurait la direction spirituelle. Ce testament figure de façon détaillée dans Diogène Laërce, X, 17, 24. Le Mytilénien devenait ainsi le premier scholarque du Jardin.
Philodème de Gadara, voulant probablement signaler la piété d'Hermarque suivi par ses amis du Jardin, écrit qu’il prenait soin d’Épicure, qu’il l’ensevelit et veilla à tout ce qu’il avait laissé.
Hermarque assura une telle charge jusqu'à un âge avancé, et assura la transition entre les Épicuriens qui avaient connu le fondateur et la génération suivante. Selon Diogène Laërce, qui le tient pour un homme de valeur, il mourut de paralysie, et eut pour successeur Polystrate à la tête de l’École.

## Œuvres
Elles nous sont connues grâce à Diogène Laërce (X, 24-25, p. 1255 Goulet-Cazé [1999]), qui en loue la qualité :
- Έπιστολικά : Recueil épistolaire, en 22 livres[13]
- Περὶ Ἐμπεδοκλέους : Sur Empédocle[14]
- Περὶ μαθητῶν[15] : Sur les disciples
- Πρὸς Πλάτωνα : Contre Platon
- Πρὸς Ἀριστοτέλην : Contre Aristote.

### Sources biographiques
- Diogène Laërce, Vies et doctrines des philosophes illustres, livre X, 17 et 24-25.
- Cicéron, De finibus bonorum et malorum, II, XXX, 96-98.
- Philodème de Gadara, site de L'Antiquité grecque et latine  & Projet de traduction de Philodème[16].

### Fragments
- Dans Daniel Delattre & Jackie Pigeaud (éd.), Les Épicuriens, Bibliothèque de la Pléiade, Gallimard, Paris, 2010, on trouvera la première traduction française des témoignages relatifs à Hermarque et des fragments conservés de ses œuvres (p. 159-183).
- Ermarco. Frammenti, édités, traduits et commentés par Francesca Longo Auricchio. Napoli, Bibliopolis, 1998.
- Der Epikureer Hermarchos, éd. Karl Krohn. Berlin, Weidmann, 1921.
- Porphyre. De l’abstinence, 1 : livre I, éd. Jean Bouffartigue & Michel Patillon. Paris, Les Belles Lettres, 1977, p. 14-24 (notice) & 46-52 (texte & trad.).
- Opere di Epicuro, traduites par Margherita Isnardi-Parente. Torino, Classici dell'UTET, 1974, p. 535-553.
- Victor Goldschmidt, La doctrine d’Épicure et le droit. Paris, Vrin, 1977 (les p. 287-297 fournissent une trad. de Porphyre, Abst., I, 7-12).
- Arthur A. Long & David N. Sedley, The Hellenistic Philosophers, I. Cambridge, 1987, p. 129-132 (trad. ang]. du même passage de Porphyre).

### Études
- Anna Angeli, Agli amici di scuola (PHerc. 1005). Filodemo. Edizione, traduzione e commento a cura di —. Napoli, Bibliopolis, 1988.
- Hans von Arnim, art. « Hermarchos », dans Pauly-Wissowa, Realenzyklopädie der klassischen Altertumwissenschaft, VIII, Stuttgart, 1912, 721-722.
- Jacob Bernays, Theophrastos’ Schrift über Frömmigkeit. Ein Beitrag zur Religionsgeschichte. Berlin, Hertz, 1866.
- Maurice James Boyd, « Porphyry, De abstinentia I, 7-12 », dans The Classical Quarterly, XXX, 1936, p. 188-191.
- Thomas Cole, « Democritus and the sources of Greek anthropology », American Philological Association Monographs, n° 25, 1967, 19902, chap. V, p. 70-79.
- Italo Gallo, « Ermarco e la polemica epicurea contro Empedocle », dans P. Cosenza (éd.), Esistenza e destino nel pensiero greco arcaico, Napoli, Edizioni scientifiche Italiane, 1985, p. 33-50 (publ. de l’univ. de Salerne).
- Marcello Gigante, Ricerche Filodemee, 2. Napoli, Macchiarolo, 1983, p. 247-259.
- Veronika Kruse-Berdoldt, Kopienkritische Untersuchungen zu den Porträts des Epikur, Metrodor und Hermarch (Diss.). Göttingen, 1975.
- Reimar Müller, « Konstituierung und Verbindlichkeit der Rechtsnormen bei Epikur », dans Syzetesis. Studi sull’epicureismo greco e romano offerti a Marcello Gigante. Napoli, 1983, p. 153-183.
- Dirk Obbink, « Hermarchus, Against Empedocles », dans The Classical Quarterly, n. s., XXXVIII, 1988, p. 428-435.
- Robert Philippson, « Die Rechtsphilosophie der Epikureer », dans Archiv für Geschichte der Philosophie, XXIII, 1910, p. 289-337 & 433-446 ; repris dans Id., Studien zu Epikur und der Epikureern, Hildesheim, G. Olms, 1983, p. 27-89.
- Paul Vander Waerdt, « Hermarchus and the Epicurean genealogy of morals », dans Transactions and Proceedings of the American Philological Association, CXVIII, 1988, p. 87-106.